# J'la croise tous les matins
Singles de Johnny Hallyday
Love Affair
(1995) Ne m'oublie pas
(1995)
Clip vidéo
[vidéo] « J'la croise tous les matins », sur YouTube
J'la croise tous les matins est une chanson interprétée par Johnny Hallyday issue de son album Lorada, sorti en 1995.
Début juin 1995, environ deux semaines avant la diffusion de l'album, la chanson sort  en CD single et se classe directement en  7e position du Top 50.

## Développement et composition
La chanson a été écrite par Jean-Jacques Goldman. L'enregistrement a été produit par Jean-Jacques Goldman et Erick Benzi.
La chanson met en lumière deux mondes qui ne sont pas voués à se croiser : les plus pauvres font partie des invisibles pour les plus aisés.

## Liste des pistes
Single CD (Philips / Phonogram 856 976-2)
1. J'la croise tous les matins (4:04)
2. Un rêve à faire (5:12)[1]

## Classements
| Classement (1995)                       | Meilleure position |
| --------------------------------------- | ------------------ |
| Belgique (Wallonie Ultratop 50 Singles) | 21                 |
| France (SNEP)                           | 7                  |
| Classement (2017)                       | Meilleure position |
| France (SNEP)                           | 159                |